# Costur
Costur és un municipi valencià de la comarca de l'Alcalatén. Limita amb Les Useres, L'Alcora, Figueroles, Sant Joan de Moró i Vilafamés.
| Les Useres          | Les Useres | Les Useres                  |
| Figueroles L'Alcora |            | Vilafamés                   |
| L'Alcora            | L'Alcora   | Vilafamés Sant Joan de Moró |

## Geografia
El terme municipal té una extensió de 22,05 quilòmetres quadrats i limita al nord amb les Useres, a l'est amb les Useres i Vilafamés, a l'oest amb Figueroles i l'Alcora i al sud amb l'Alcora. A 1,5 km de distància del poble hi ha la barriada del Mas d'Avall, a 420 m sobre el nivell del mar.
El terme presenta un relleu esquerp, en què destaquen diversos paratges com ara la Fontanella o el camí de Baix, on es pot practicar senderisme, o la cova de l'Artiga, on es pot practicar l'espeleologia. El cim més elevat del municipi és el tossal del Cabeço, des d'on s'observa una panoràmica del Penyagolosa i la mar Mediterrània.
La vegetació predominant en un terme de relleu trencat i abrupte com el de Costur és bàsicament el bosc baix mediterrani amb coscolla, romaní, margalló, savina, etc. Pel que fa als arbres, hi predomina el pi, encara que últimament s'observa un lent increment del nombre de carrasques, una espècie típica de les nostres terres que semblava a punt de desaparèixer.

## Orografia[1]
| - Avenc de Nel - Capoll de la Clapissa - Cingle del Saltador - Cingle dels Morrals - Coll d'Eliseo - Coll de Colàstica - Coll de la Bassa Roja - Coll de la Ferrera - Coll de la Fossanxa - Coll de la Moledora - Coll de Pau - Coll Redó - Cova de l'Artiga - Cova del Covarxo - Cova del Sereno | - Cova del Simó - Cova del Tio Plácido - Coveta de la Sima - Crebadal de l'Ombrieta - Crebadal de la Campanassa - Crebadal de la Lloma - Crebadal del Bustal - Cudol del Tormo - El Tossal - Els Campanarets - La Muleta - La Sima - Pla de la Bassa Roja - Pla de la Fossanxa - Pla de la Roca | - Pla del Maneguet - Roca Comptadora - Roca de la Cova - Roca dels Villomos - Roca Parda - Roca Peneta - Roca Roja - Roques de la Crebada - Tossal de l'Abeurador - Tossal de l'Artiga - Tossal del Cabeço - Tossal del Mollonàs - Tossal del Vila-roig |

## Hidrografia natural[2]
| - Barranc de la Crebada - Barranc de la Fleixa - Barranc de la Roca Peneta - Barranc de les Olles - Barranc del Bosc - Barranc del Collado - Barranc del Covarxo - Barranc del Fornet - Barranc del Mas d'Avall | - Barranc del Molinar - Barranc del Pla - Barranc del Savinar - Barranc del Soldat - Barranc dels Pitos - Clotxa de l'Establida - Clotxa del Molinar - Clotxa del Tio Pepe Montserrat - Cocó Calderís | - Cocó de les Malladetes - Cocó del Boscel Saltador - Rambla de la Viuda - Reguer de la Coveta - Toll de l'Artiga - Toll de la Llaca - Toll de Penya - Ullal dels Villomos |

## Hidrografia artificial[2]
| - Aljub del Mas de Cetrolino - Bassa Blanca - Bassa de la Selleta - Bassa del Cabeço - Bassa dels Morrals - Bassa Roja - Basseta de la Fortuna | - Basseta del Fontanal - Basseta del Sord - Basseta del Tio Ramon de Maso - Font del Collado - Font del Mas d'Avall - Fonteta de la Fleixa - Fonteta del Tio Ricardo | - Fonteta del Tio Ximo Culla - La Fontanella - Pou de l'Algepsar - Pou del Bustal - Pou del Mas de Corones - Pou del Mas de Marco - Pou del Poble | - Pou dels Rosiquets - Pouet de la Victoriana - Pouet del Covarxo - Sénia de Goçalbo - Sénia del Tio Bernardo del Raval |

## Partides del terme[2]
| - El Barranc - El Barranc de les Olles - El Barranc del Savinar - El Bosc - El Bustal - El Bustalet - El Cabeço - El Camí Rel - El Canalís - El Cocó - El Collado - El Covarxo - El de Carlos - El Figueral - El Fontanal - El Freginal - El Garrofer - El Ginebral - El Molinar - El Mollonàs - El Murtier | - El Perxet - El Pinar - El Pla - El Racó - El Saltador - El Tormo - El Tossal - El Vilamboc - El Vilambou - El Vila-roig - Els Clotassos - Els Morrals - Els Villomos - L'Algepsar - L'Artiga - L'Establida - L'Olivar - L'Ombria - L'Ombrieta - L'Ombrió - La Bassa Roja | - La Calitja - La Campanassa - La Coveta - La Crebada - La Ferrera - La Fleixa - La Foieta - La Foieta de la Boira - La Follarga - La Fonecada - La Font del Comte - La Fontanella - La Forrellança - La Fossanxa - La Llastra - La Lloma - La Llosa - La Llosa Blanca - La Maona - La Moledora - La Nevera | - La Palafanga - La Porcara - La Safanòria - La Selleta - La Serra - La Serrada - La Servera - La Sima - La Solana - La Solaneta - La Sotarranya - La Vinyassa - Les Foies - Les Foietes - Les Malladetes - Les Oliveretes - Les Raboseres - Les Rompudes - Les Vinyetes |

## Paratges[2]
| - El Forcall - Els Reclots - L'Ombria de la Lloma - L'Ombria del Barranc de les Olles - L'Ombria Roja - La Pedrissa | - La Solana del Covarxo - La Solana del Garrido - Punta de la Creu - Volta de la Fleixa - Volta de la Miloqueta - Volta de Penya | - Volta del Barranc del Savinar - Volta dels Villomos - Voltes de la Coveta - Voltes dels Morrals |

## Antics nuclis poblacionals[2]
| - Casa Vella - Corral de Campana - Corral de l'Olivar - Corral de la Coveta - Corral de la Lloma - Corral de la Moledora - Corral de la Solana - Corral de Pepe Esteve - Corral del Cabeço - Corral del Llosaret - Corral del Molinar | - Corral del Pla Maneguet - Corral del Vila-roig - Corral dels Coixos - Corral dels Conxes - Corral dels Ribesos - Corrals de la Bassa Roja - Corrals de la Sima - Corrals Rojos - El Mas d'Avall - Els Escorralets - Granja d'Hipólito | - Granja de Fede - Granja de José - Granja de José Manuel - La Casilla - Mas de Cetrolino - Mas de Corones - Mas de Fabian - Mas de Gaietano - Mas de la Cega - Mas de la Crebada - Mas de la Fossanxa | - Mas de Marco - Mas de Xurumbel·la - Mas del Cabeço - Mas del Garrofer - Mas del Ginebral - Mas del Mulato - Mas del Surdo - Mas dels Rosicos - Mas Roig - Maset de La Fossanxa |

## Història
El seu origen és islàmic; el botànic i naturaliste valencià Antoni Cavanilles (1745-1804) documentà troballes de monedes àrabs corresponents al regnat d'Omadedaulat, rei de Saragossa entre els anys 1109 i 1129; i també parlà de la troballa d'una làpida romana que s'utilitzava en un forn per a pastar pa. Després de la conquesta, Costur romangué annex a l'Alcora; formava part de la Tinença de l'Alcalatén, que fon cedida per Jaume I (1208-1276) a Ximén d'Urrea. Posteriorment va pertànyer als senyorius dels comtes d'Aranda, fins a 1798, i als ducs d'Híxar, fins a 1818; en 1889 assolí l'autonomia municipal en separar-se de l'Alcora. En el segle passat va patir una ràpida despoblació deguda a l'emigració cap als focus industrials de les ciutats de València i Castelló de la Plana.

## Demografia
A data de 2022, Costur tenia 528 habitants (INE).
| any  | habitants |
| ---- | --------- |
| 1857 | 806       |
| 1860 | 857       |
| 1877 | 877       |
| 1887 | 947       |
| 1897 | 976       |
| 1900 | 979       |
| 1910 | 1.113     |
| 1920 | 1.009     |
| 1930 | 896       |
| 1940 | 847       |
| 1950 | 754       |
| 1960 | 685       |
| 1970 | 567       |
| 1981 | 501       |
| 1991 | 482       |
| 2000 | 463       |
| 2010 | 588       |
| 2020 | 518       |

## Economia
L'economia de Costur està basada tradicionalment en la ramaderia i l'agricultura, amb predomini de l'olivera i l'ametler, que s'han imposat a la vinya, a la figuera i la garrofera, que en un temps no gaire llunyà van ser la base de l'economia local.

Són pràcticament nul·les les activitats econòmiques industrials, perquè tant el comerç com la indústria han arribat a un índex molt baix de desenvolupament i només funcionen a un nivell mínim per a cobrir les necessitats del poble, i la pràctica totalitat dels habitants de Costur es guanya la vida treballant a les fàbriques de rajoles de l'Alcora.

## Política i govern

### Composició de la Corporació Municipal
El Ple de l'Ajuntament està format per 7 regidors. En les eleccions municipals de 26 de maig de 2019 foren elegits 4 regidors del Partit Popular (PP) i 3 del Partit Socialista del País Valencià (PSPV-PSOE).
| Eleccions municipals de 26 de maig de 2019 - Costur                                                                |                                          |                                     |                                     |      |          |          |
| Candidatura | Candidatura                              | Candidatura                         | Cap de llista                       | Vots | Vots     | Regidors |
| | Partit Popular                           |                                     | Víctor García Latorre               | 156  | 47,42%   | 4 (+3)   |
| | Partit Socialista del País Valencià-PSOE |                                     | Juan Carlos Centelles Nebot         | 150  | 45,59%   | 3 ()     |
| | Altres candidatures                      |                                     |                                     |      |          | 0 ( -3)  |
| | Vots en blanc                            |                                     |                                     | 23   | 6,99%    |          |
| Total vots vàlids i regidors                                                                                       | Total vots vàlids i regidors             | Total vots vàlids i regidors        | Total vots vàlids i regidors        | 329  | 100 %    | 7        |
| | Vots nuls                                | Vots nuls                           | Vots nuls                           | 29   | 8,10%    |          |
| Participació (vots vàlids més nuls)                                                                                | Participació (vots vàlids més nuls)      | Participació (vots vàlids més nuls) | Participació (vots vàlids més nuls) | 358  | 84,24%** |          |
| Abstenció | Abstenció                                | Abstenció                           | Abstenció                           | 67*  | 15,76%** |          |
| Total cens electoral                                                                                               | Total cens electoral                     | Total cens electoral                | Total cens electoral                | 425* | 100 %**  |          |
| Alcalde: Víctor García Latorre (PP) (15/06/2019) Per majoria absoluta dels vots dels regidors                      |                                          |                                     |                                     |      |          |          |
| Fonts: JEC, JEZ Castelló, Periòdic Ara. (* No són vots sinó electors. ** Percentatge respecte del cens electoral.) |                                          |                                     |                                     |      |          |          |

### Alcaldia
Des de 2019 l'alcalde de Costur és Víctor García Latorre, del Partit Popular (PP).
| Període                       | Alcalde o alcaldessa    | Partit polític | Data de possessió | Observacions |
| ----------------------------- | ----------------------- | -------------- | ----------------- | ------------ |
| 1979–1983                     | Gonzalo Centelles Nebot | PSPV-PSOE      | 19/04/1979        | --           |
| 1983–1987                     | Gonzalo Centelles Nebot | PSPV-PSOE      | 28/05/1983        | --           |
| 1987–1991                     | Gonzalo Centelles Nebot | PSPV-PSOE      | 30/06/1987        | --           |
| 1991–1995                     | Gonzalo Centelles Nebot | PSPV-PSOE      | 15/06/1991        | --           |
| 1995–1999                     | Gonzalo Centelles Nebot | PSPV-PSOE      | 17/06/1995        | --           |
| 1999–2003                     | Gonzalo Centelles Nebot | PSPV-PSOE      | 03/07/1999        | --           |
| 2003–2007                     | Gonzalo Centelles Nebot | PSPV-PSOE      | 14/06/2003        | --           |
| 2007–2011                     | Gonzalo Centelles Nebot | PSPV-PSOE      | 16/06/2007        | --           |
| 2011–2015                     | Gonzalo Centelles Nebot | PSPV-PSOE      | 11/06/2011        | --           |
| 2015–2019                     | José Maximino Portales  | Compromís      | 13/06/2015        | --           |
| 2019-2023                     | Víctor García Latorre   | PP             | 15/06/2019        | --           |
| Des de 2023                   | Gerardo Nebot Nebot     | PSPV-PSOE      | 17/06/2023        | --           |
| Fonts: Generalitat Valenciana |                         |                |                   |              |

## Monuments i llocs d'interés

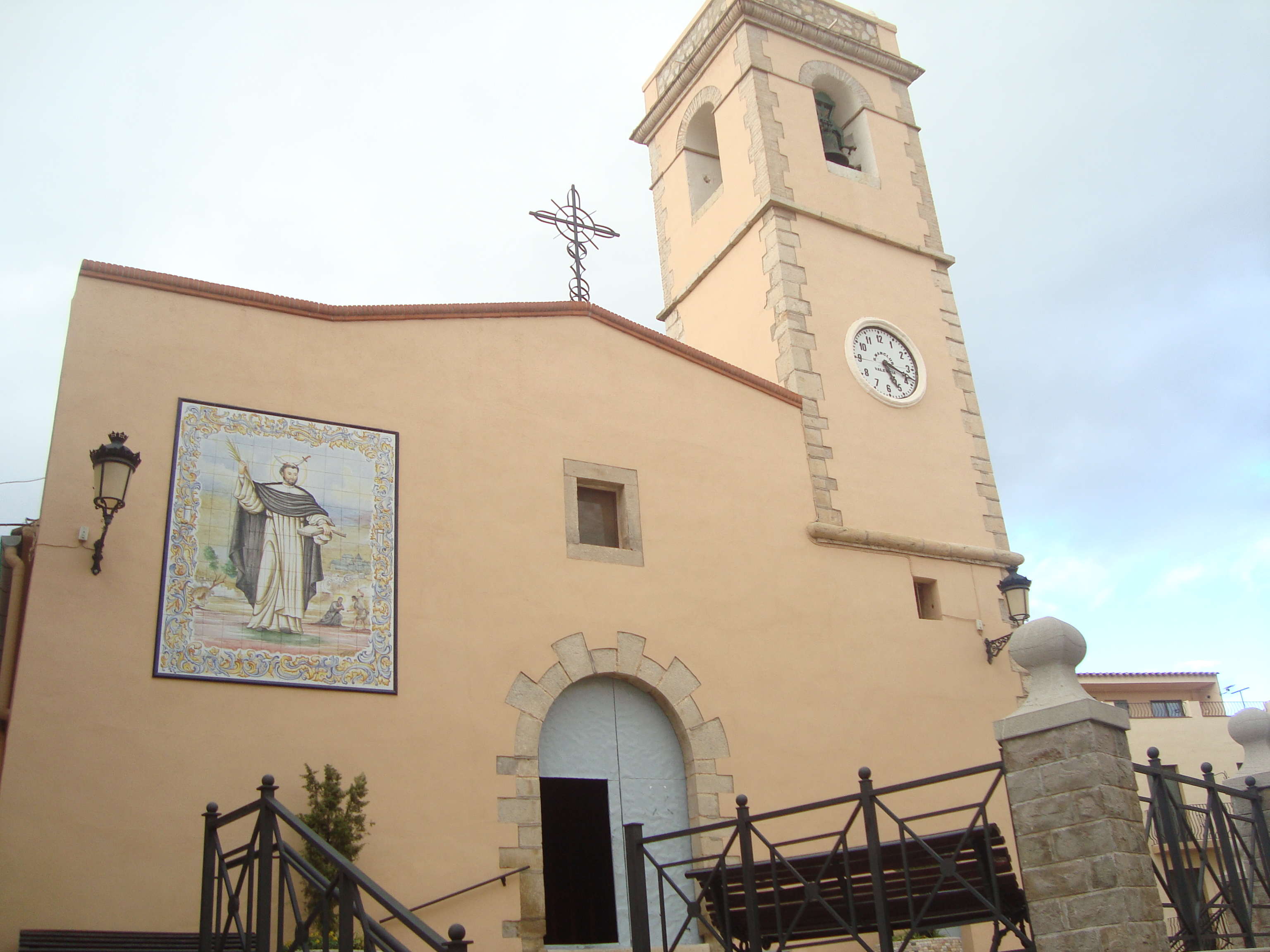
Església parroquial de Sant Pere Màrtir

- Capelles de Sant Josep i Sant Miquel. Són unes xicotetes capelles amb plafons ceràmics a l'aire lliure.
- Ermita del Santíssim Crist del Calvari. Està datada de l'any 1910.
- Església de Sant Pere Màrtir. De dimensions reduïdes, està formada per tres naus, la central més alta i amb escassa ornamentació. De l'interior té un valor especial la pica baptismal romànica, procedent de l'ermita de Sant Salvador del castell de l'Alcalatén.
- Camí dels Bandejats. Hi trobem els vestigis d'una calçada romana.
- Cova de l'Artiga. De gran valor geomorfològic per les estalactites i estalagmites que conté, les quals presenten un bon estat de conservació.
- La Fontanella. Reben este nom tant la font com el camí que recorre els paratges de Costur.

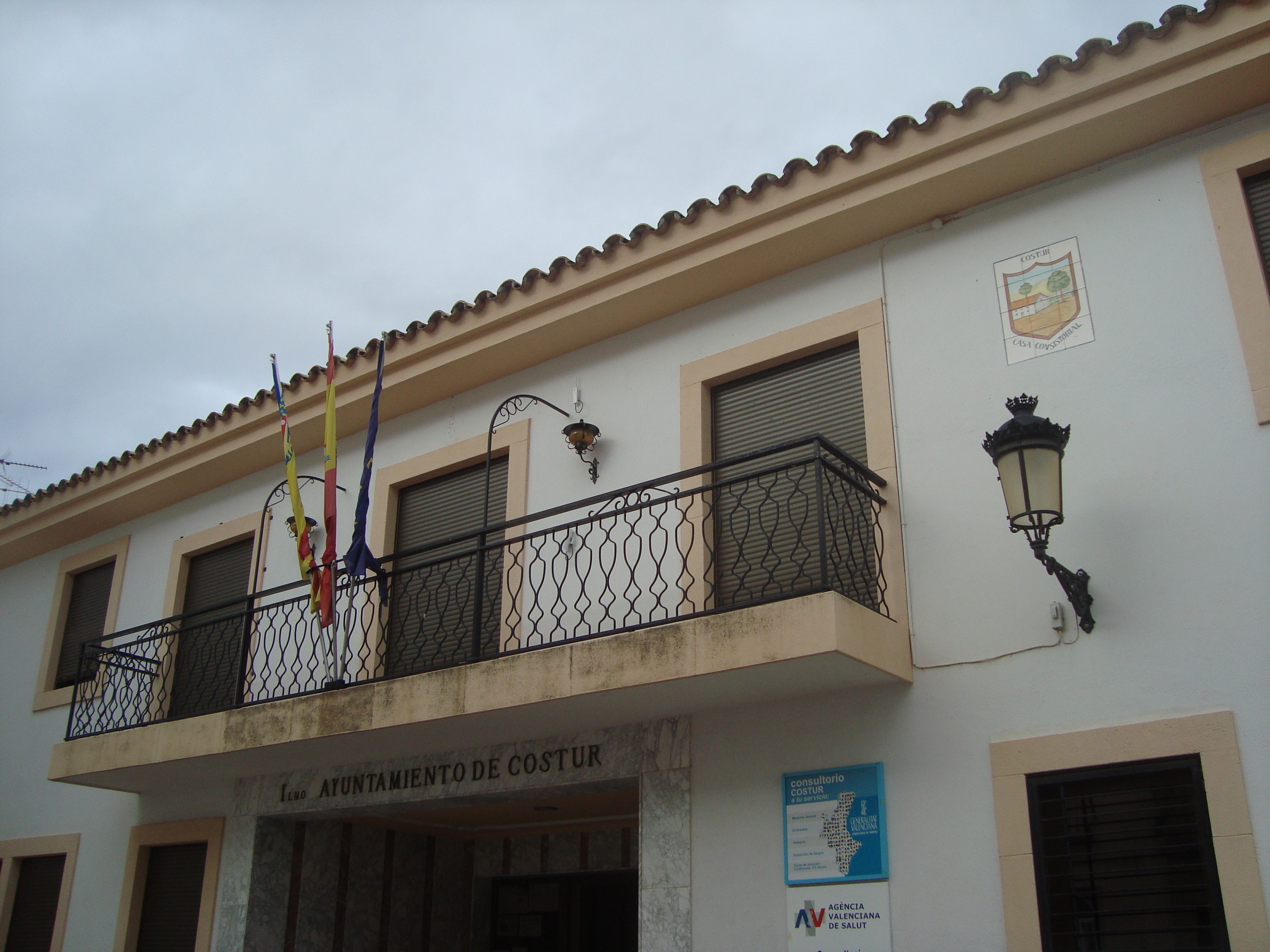
Ajuntament

## Festes i celebracions locals
- Festes majors. En honor de l'Assumpció de la Mare de Déu i el Santíssim Crist del Calvari, se celebra el 15 d'agost, amb una processó, bous al carrer, balls i altres actes.
- Sant Antoni Abat. El 17 de gener o el dissabte més pròxim es beneïxen els animals, es crema la foguera a la plaça de l'Església i es repartixen els típics rotllos.
- Sant Pere Màrtir. Se celebra del 29 al 30 d'abril, amb processó i missa.